# بافل زاخاروف
بافل زاخاروف (الروسية: Захаров, Павел Владимирович) هو لاعب كرة قدم روسي في مركز الوسط، ولد في 9 مارس 1994 في تشيتا في روسيا. لعب مع FC Chita ‏.

## وصلات خارجية
- بيفل زاخاروف على موقع قاعدة بيانات كرة القدم.إي يو (الإنجليزية)
- بيفل زاخاروف على موقع Soccerway.com (الإنجليزية)